# بسژ
بسژ (فرانسوی: Bessèges‎) یکی از کمون‌های فرانسه است که در دپارتمان گار واقع شده‌است. بسژ ۱۰٫۳۲ کیلومتر مربع مساحت و ۳٬۲۳۳ نفر جمعیت دارد و ۱۷۰ متر بالاتر از سطح دریا واقع شده‌است و رود سز از آن می‌گذرد.

## تاریخچه
بسژ یکی از روستاهای روبیاک بود که با افتتاح معدن زغال سنگ در سال ۱۸۰۹ اهمیت آن فزونی یافت. در سال ۱۸۳۳ کارخانه فولاد و آهن در آنجا ساخته شد و در سال ۱۸۵۷ راه‌آهن به این منطقه رسید. کمون در سال ۱۸۵۸ تأسیس شد.
در دوران اوجش در سدهٔ نوزدهم جمعیت آن تا ۱۱ هزار نفر نیز افزایش یافت؛ ولی در سدهٔ بیستم افول کرد و در نهایت معدن در سال ۱۹۶۴ و کارخانه فولاد در سال ۱۹۸۷ بسته شد. امروزه اقتصاد آن بر پایه گردشگری است و میزبان مسابقهٔ ستاره بسژ در دوچرخه‌سواری جاده است.